# Santa Clarita
Santa Clarita is een stad in de Amerikaanse staat Californië en telt 179.013 (2012) inwoners. Het is hiermee de 133e stad in de Verenigde Staten (2000). De oppervlakte bedraagt 123,7 km², waarmee het de 141e stad is.

## Demografie
Van de bevolking is 7,1 % ouder dan 65 jaar en bestaat voor 18,7 % uit eenpersoonshuishoudens. De werkloosheid bedraagt 2,5 % (cijfers volkstelling 2000).
Ongeveer 20,5 % van de bevolking van Santa Clarita bestaat uit hispanics en latino's, 2,1 % is van Afrikaanse oorsprong en 5,2 % van Aziatische oorsprong.
Het aantal inwoners steeg van 123.610 in 1990 naar 179.013 in 2012.

## Klimaat
In januari is de gemiddelde temperatuur 12,5 °C, in juli is dat 24,2 °C. Jaarlijks valt er gemiddeld 403,1 mm neerslag (gegevens op basis van de meetperiode 1961-1990).

## Plaatsen in de nabije omgeving
De onderstaande figuur toont nabijgelegen plaatsen in een straal van 32 km rond Santa Clarita.

## Geboren in Santa Clarita
- Naya Rivera (1987-2020), zangeres en actrice (verongelukt)

## Overleden in Santa Clarita
- Paul Walker (1973-2013), acteur en fotomodel (verongelukt)